# Venatrix funesta
Venatrix funesta là một loài nhện trong họ Lycosidae.
Loài này thuộc chi Venatrix. Venatrix funesta được Carl Ludwig Koch miêu tả năm 1847.